# 让布卢
让布卢（法語：Gembloux，法語發音：[ʒɑ̃blu] ⓘ，荷蘭語發音：[ˈɣɛmˌbluːrs]）是比利时瓦隆大区那慕爾省那慕爾區的一座城市，北与瓦隆布拉班特省接壤，通行法语，是比利时法语社群的一部分，面积96.48平方千米，人口25,933人（2018年1月1日）。

## 交通
- 让布卢站

## 友好城市
- 法國 埃皮纳勒 （1974年）
- 英国 拉夫堡 （1993年）
- 希腊 斯基罗斯岛 （1995年）
- 西班牙 阿列尔 （2007年）